# (384533) Tenerelli
(384533) Tenerelli est un astéroïde de la ceinture principale.

## Description
(384533) Tenerelli est un astéroïde de la ceinture principale. Il fut découvert le 23 février 2010 aux États-Unis par le programme WISE. Il présente une orbite caractérisée par un demi-grand axe de 3,07 UA, une excentricité de 0,11 et une inclinaison de 6,7° par rapport à l'écliptique.

## Compléments